# پرده آهنین

پردهٔ آهنین، به رنگ سیاه
کشورهای پیمان ورشو
اعضای ناتو
کشورهای بی‌طرف
یوگسلاوی، کشور عضو جنبش عدم تعهد

پردهٔ آهنین (به انگلیسی: Iron Curtain) نام بخش‌بندی مرزی اروپای پس از جنگ جهانی دوم در ۱۹۴۵ و در جنگ سرد به دو بخش اروپای غربی و کشورهای عضو پیمان ورشو بود. با پایان جنگ سرد در ۱۹۹۱ پردهٔ آهنین نیز برچیده‌شد.
این اصطلاح کنایه‌ای است از تلاش‌های اتحاد جماهیر شوروی برای ممانعت از ارتباط آزاد خود و دولت‌های اقماری‌اش با کشورهای غیر کمونیستیِ غربی. این اصطلاح را نخستین بار وینستون چرچیل در سال ۱۹۴۵ ضمن بحث از مسائل سیاست خارجی در مجلس عوام به‌کار برد.
در خاورِ این پرده شوروی و هم‌پیمانانش و در بخش باختری جامعهٔ اروپا و ناتو جای داشتند. مهم‌ترین نماد فیزیکیِ این پرده دیوار برلین بود.

## تشکیل جبهه‌ها
با پایان جنگ جهانی دوم و آغاز جنگ سرد، تنش میان شوروی و غرب افزایش یافت. سنای آمریکا در پاسخ به دخالت شوروی در کودتای چکسلواکی با تصویب قطعنامه واندنبرگ-کنالی در ۱۱ ژوئن ۱۹۴۸ به دولت آمریکا اجازه پذیرفتن تعهداتی در خارج از مرزهای آمریکا را داده بود. پیمان نظامی واشینگتن که بعدها به پیمان آتلانتیک شمالی (ناتو) شناخته شد در ۴ آوریل ۱۹۴۹ میان آمریکا، اعضای پیمان بروکسل و دیگر کشورهای بلوک سرمایه‌داری که به این پیمان دعوت شده بودند به امضا رسید. شوروی در پاسخ به آن پیمان ورشو را تشکیل داد.

## فروپاشی پردهٔ آهنین
فروپاشی این پرده از لهستان آغاز شد و با مجارستان، آلمان شرقی، بلغارستان، چکسلواکی و رومانی ادامه‌یافت. رومانی تنها کشور بلوک شرق بود که سرنگونی رژیم کمونیستی‌اش با خشونت همراه بود. سقوط دیوار برلین در ۱۱ نوامبر ۱۹۸۹ نماد برچیده شدن پردهٔ آهنین در اروپا بود.

## نگارخانه

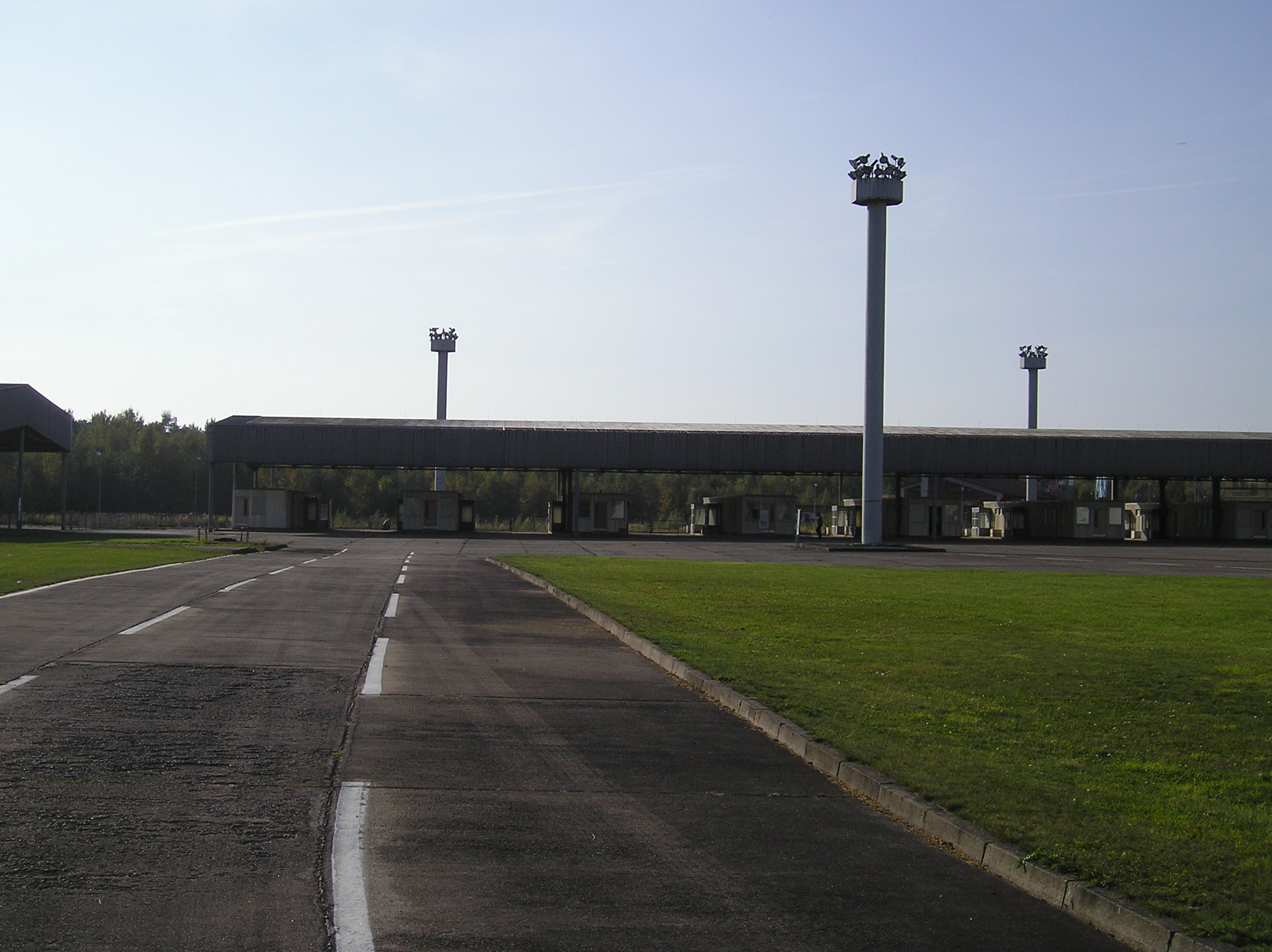
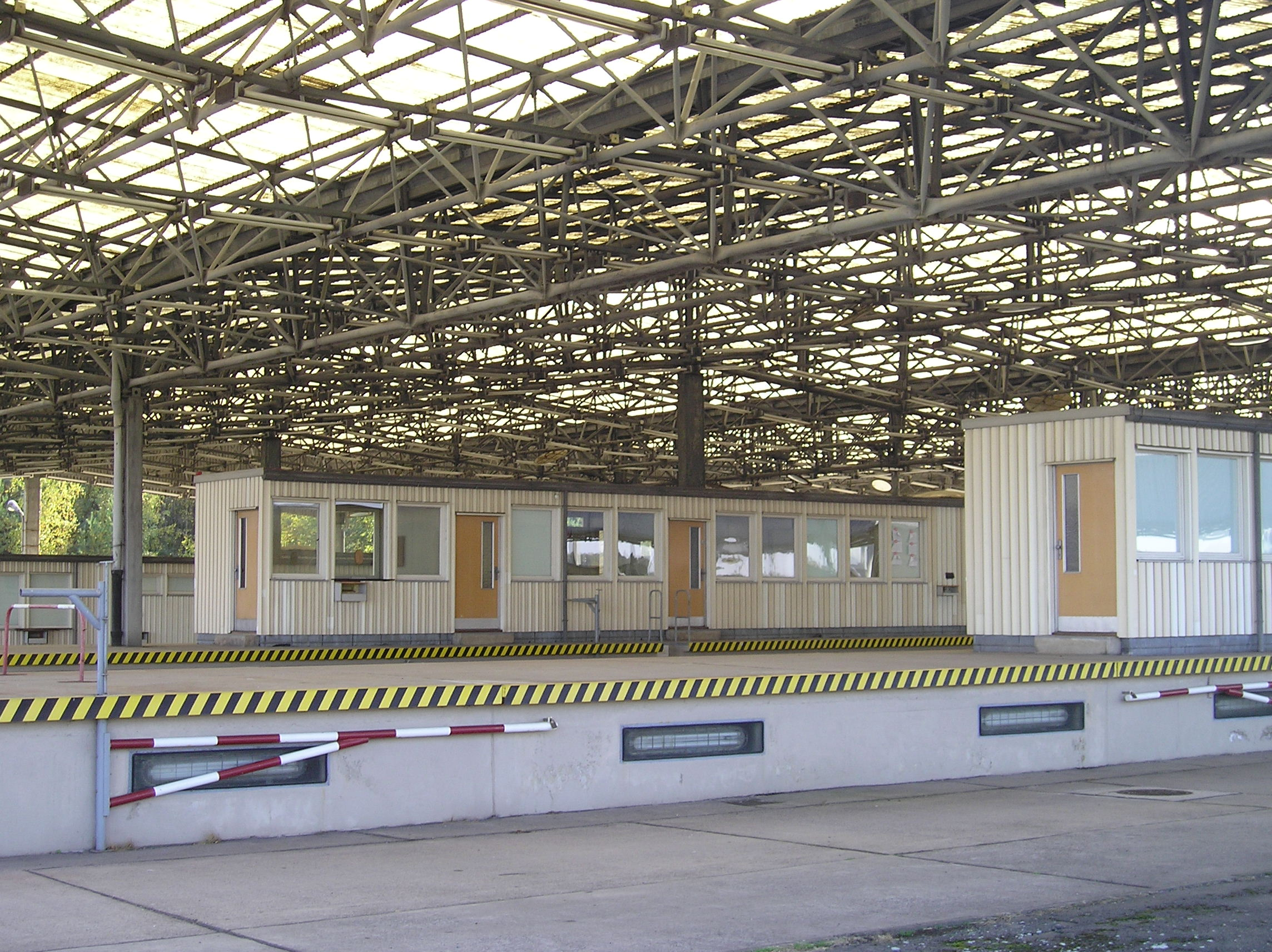
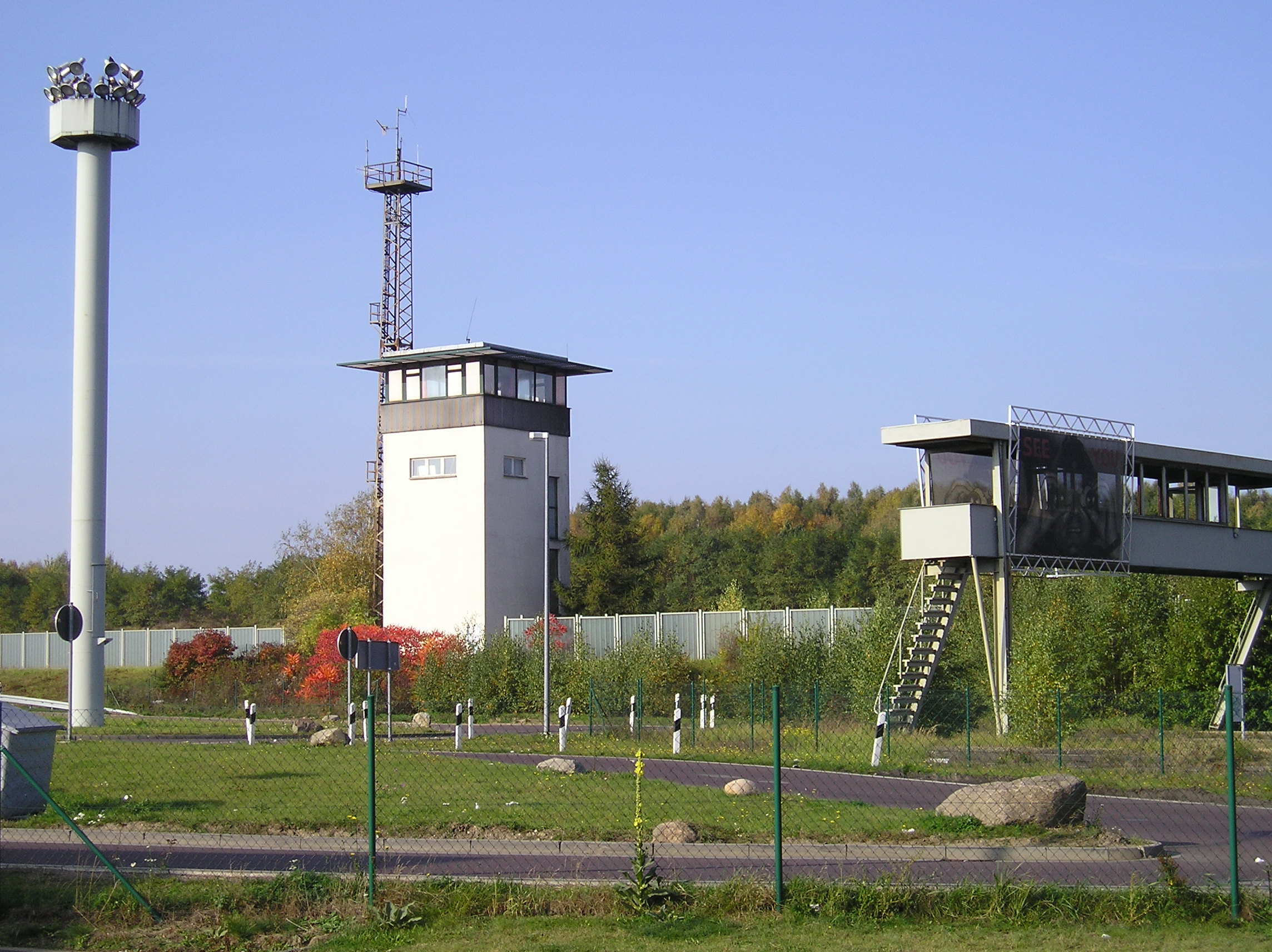
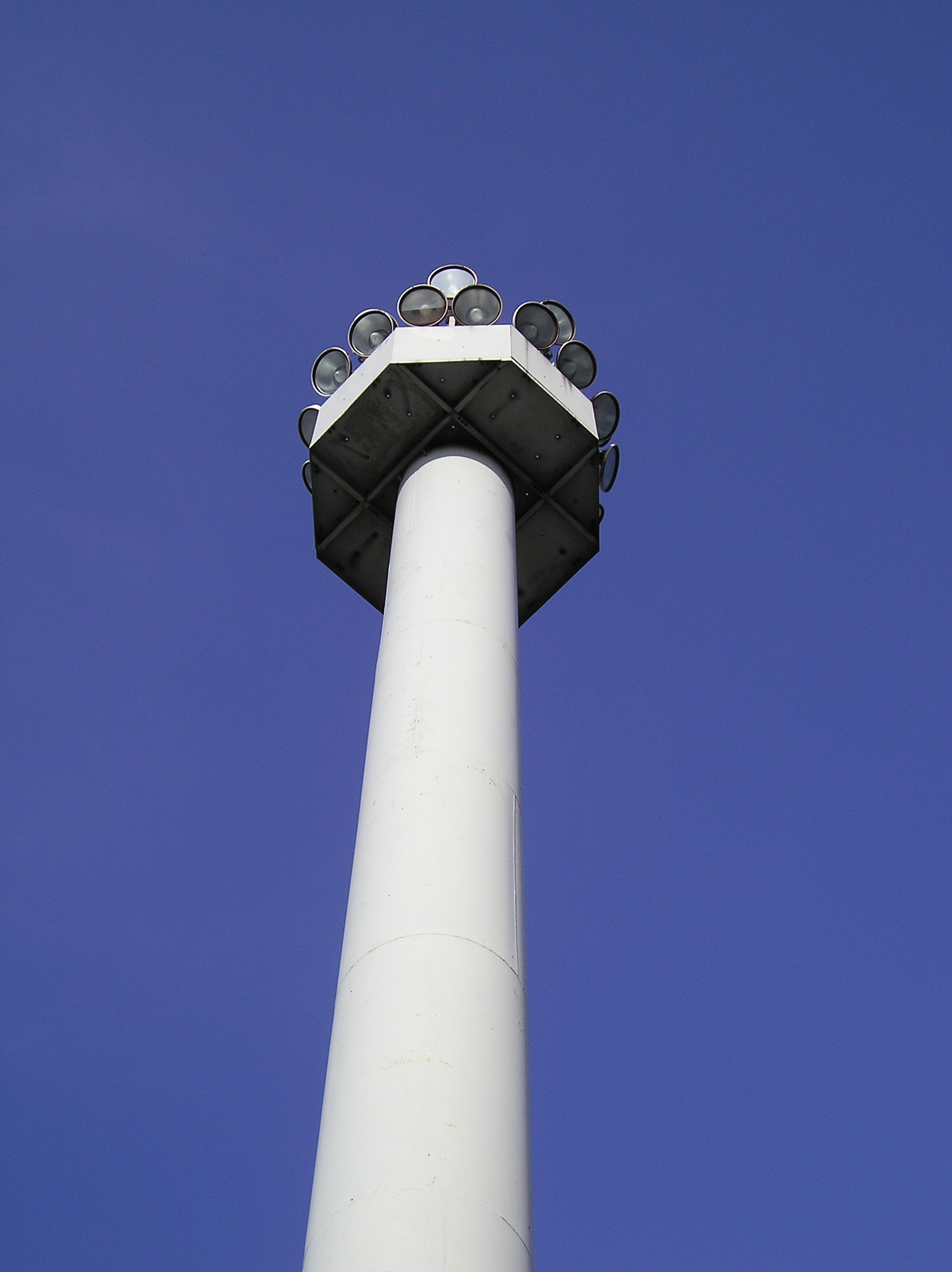